# Lò (họ)
Lò, còn gọi là Lô hay La, là một họ của người Việt Nam. Họ Lò thường được sử dụng bởi các cộng đồng dân tộc thiểu số như Thái, Xinh Mun, Kháng, Mảng, Mường,...